# Hapalocarcinus marsupialis
Hapalocarcinus marsupialis is een krabbensoort uit de familie van de Cryptochiridae. De wetenschappelijke naam van de soort is voor het eerst geldig gepubliceerd in 1859 door Stimpson.